# Tomi Hilfiger
Tomas Džejkob Hilfiger (Elmajra, 24. mart 1951), poznatiji kao Tomi Hilfiger, je američki modni kreator i osnivač preduzeća Tomi Hilfiger.
Nakon što je svoju karijeru počeo koosnivanjem lanca modnih radnji zvanih Peoples Place u Njujorku 1970-ih godina, počeo je sa dizajniranjem odeće za svoju istoimenu mušku liniju garderobe 1980-tih godina. Kompanija se kasnije proširila i na žensku garderobu i raznovrsne luksuzne stvari kao što su parfemi, 1992. godine.
Na Hilfigerove kolekcije je veoma često uticala moda muzičkih podkultura i povezane sa muzičkom industrijom plasirane su na tržište, u saradnji sa poznatim ličnostima kao što su američki R&B umetnik Alaja 1990-ih. Učesnici CBS rijaliti šou-a The Cut su se 2005. godine takmičili za posao modnog dizajnera kod Hilfigera u sličnom formatu kao što je The Apprentice. Hilfiger je 2006. prodao svoju kompaniju za 1.6 milijardi dolara kompaniji Apax Partners, koji su je zatim 2010. prodali Filipu Van Hausenu za 3 milijarde dolara.
Hilfiger je ostao glavni dizajner kompanije, koji je predvodio dizajnerske timove i nadgledao celokupan kreativni proces. Hilfiger je 2012. dobio nagradu za životno delo Džofri Bin od Saveta modnih dizajnera Amerike.

## Biznis i modna karijera
Hilfiger je 1969. godine završio srednju školu Almira Free Academy. Njegovi roditelji su želeli da ima i fakultetsko obrazovanje i nastavi tradicionalno da se školuje. Neko vreme je pohađao GST BOCES Bush Campus u Elmiri.

### Rane modne linije i Peoples place (1970-1983)
Hilfiger je leto 1969. proveo radeći u prodavnici odeće u Kejp Kodu, a posle toga je odlučio da svoju životnu ušteđevinu upotrebi za otvaranje prodavnice garderobe Peoples Place 1971. godine.
Prva prodavnica se nalazila u Elmajri, gde je sada lokacija Prve Arene. U sklopu prodavnice je bio i frizerski salon, prodavnica ploča, a u podrumu su se održavali rok nastupi. Da bi opremili prodavnicu, Hilfiger i njegov prijatelj su se odvezli u Njujork da iskupuju garderobu kao što su pantalone zvonarice, bluze i kožne jakne. Nezadovoljan tom garderobom, počeo je da skicira svoje dizajne. Kasnije je napisao: „Dizajniranje me je učinilo srećnim više nego bilo šta drugo što sam radio. Od tih ranih radova sam znao da će dizajniranje biti moj život.“
The Peoples Place je bankrotirao 1977. godine. Hilfiger je upisao časove trgovine i biznis sekciju modne industrije. Posle selidbe u Njujork i rada za nekoliko različitih brendova, on je osnovao kompaniju Tommy Hil 1979. godine. Jedan od njegovih prvih klijenata je bio Jordash Jeans. Kako se Hilfigerova kompanija proširila izvan industrije teksasa, on je proveo vreme u Indiji učeći mnogo u svom zanatu: „Sedeću u fabrici sa gomilom svojih crteža i gledaću kako se izrađuju, dorađujući ih u procesu izrade. Nema bolje škole dizajna na svetu.“ On je 1981. godine osnovao kompaniju 20th Century Survival, a naredne godine osniva kompaniju Click Point, koja se bavila dizajniranjem ženske odeće.

### Osnivanje „Tommy Hilfiger Inc.“ (1984-1990)
Biznismen Mohan Murdžani je 1984. godine došao kod Hilfigera sa namerom da podrži njegovu ideju dizajniranja i muške linije sportske odeće. Murjani je obezbedio neophodna ulaganja koja su bila potrebna Hilfigeru da uspostavi svoj lični brend. Kasnije je Hilfiger nadgledao dizajn Coca-Cola linije za Murdžanija.
„Želja da osnujem svoju istoimenu liniju proizašla je iz želje da kreiram nešto što do sada nije viđeno. Stvarno sam bio u toku sa tržištem-znao sam šta već postoji i hteo sam da ovo bude nešto drugačije. Možda u meni leži dečak iz malog grada, ali sam oduvek voleo taj školski izgled, tradicionalnu Ivy League i odeću koju nose mornari. Hteo sam da tim meni poznatim, starim stvarima, dam opušteniji izgled, da ih učinim modernim i kul. Konačno sam se sa Tomi Hilfiger Korporacijom (1985) osećao da radim nešto što je prirodno za mene. Gradili smo brend toliko iskreno, toliko nalik onome što sam ja u suštini, da mi ništa u vezi toga nije bilo mučenje da radim.“

#### Tomi Hilfinger , 2010.
Uz podršku Murjani Group-a, Tomi je 1985. godine osnovao Tommy Hilfiger Corporation. Nova linija garderobe je predstavljena u vidu velikih marketinških kapanja, kao na primer postavljanje ogromnog bilborda na Tajms Skveru koji je kreirao Džordž Luis.
Hilfiger je 1989. napustio Murjanija, a finansijsku podršku za svoj brend je umesto njega dobijao od Silasa Čou-a, a bivši direktori „Ralfa Lorena“ dovedeni su i postavljeni za direktore novoosnovane kompanije Tommy Hilfiger Inc. Tomi Hilfiger Korporacija se u javnosti pojavila 1992.godine, predstavljajući kolekciju muškog donjeg veša, po kojoj je postao prepoznatljiv. Hilfiger je 1995. proglašen Dizajnerom muškog donjeg veša godine od strane Saveta Modnih Dizajnera Amerike. Nakon što je uzeo licencu kompanije Pepe Jeans iz Amerike, Tomi Hilfiger Inc. je počeo sa distribucijom ženske garderobe. Krajem sledeće godine Hilfiger je otvorio svoju prvu prodavnicu na Beverli Hilsu, nakon koje je usledilo otvaranje i u Londonu 1998. godine. Hilfiger je bio ko-predsedavajući svoje kompanije do 1997. i te godine je izdao svoju prvu knjigu pod nazivom „All American: A Style Book“.

## Povećana izloženost brenda (1990-2004)
Kao doživotni obožavalac rokenrola, Hilfiger je svoje kolekcije dizajnirao pod uticajem mode muzićkih subkultura. Garderoba je, takođe, na tržište izlazila povezano sa muzičkom industrijom, a već 1993. Hilfiger je bio zvanični sponzor turneje Pita Taunšenda. On je takođe sponzorisao nekoliko muzičkih događaja, uključujući turneju Šeril Krou If It Makes You Happy (1997), turneju Britni Spirs Baby One More Time (1999)-kao glavni sponzor i turneju Leni Kravic Freedom (1999).
Do sredine 1990-tih, Hilfigerova moda oblačenja je bila popularna i na američkoj „preppy“ sceni i kao hip hop moda. Američka R&B ikona Alaja je 1997. postao veoma popularan glasnogovornik Tomi Hilfiger Korporacije.
Većim delom zbog pada prodaje početkom 2000-tih, Hilfiger je počeo da prerađuje brend. Nastojeći da zadrži ekskluzivnost dizajnerskog brenda i Hilfiger etikete, on je potpisao sporazum o distribuciji najprodavanijih Hilfiger linija samo lancu Macys.
Korporacija Tomi Hilfiger je 2000-tih nastavila blisku saradnju sa muzačarima, fokusirajući se na parfeme koliko i na garderobu. Tomi Hilfiger je 2003. kupio Sweetface Fashion, koji posedujeJ-Lo by Jennifer Lopez liniju. Miris True Star koji je odobrio Hilfiger i koji je objavljen 2004. godine, predstavljao je Bijonse kao svoju poster devojku. Kompanija Tomi Hilfiger imala je prohod od približno 1.8 milijardi dolara i 5.400 zaposlenih do 2004. godine. 

## Medijski nastupi i prodaja brendova odeće (2005-2011)
2005. godine, CBS rijaliti šou pod nazivom The Cut, pratio je napredak 16 takmičara dok su se borili za dizajnerski posao sa Tomijem Hilfigerom i sopstvenom modnom linijom pod Hilfigerovom etiketom. Emisija je napredovala na sličan način kao Trampov The Apprentice. Posle finalne borbe koja je podrazumevala postavljanje i uređivanje izloga Macys-a na Harold Skveru u Njujorku, Hilfiger je izabrao Kris Kortez za „Sledećeg velikog američkog dizajnera“.
U decembru 2005. godine Tomi Hilfiger je prodao svoj brend odeće za 1.6 milijardi Apax Share-u, privatnoj investicionoj kompaniji. Transakcija je izvršena u maju 2006. godine.
Hilfiger, Rives i Bar Rafaeli bili su ko-domaćini Bravospecijalnog programa pod nazivom Tommy Hilfiger Presents Ironic Iconic America. Rađeno po knjizi Ironic Iconic America koju je napisao Tomi Hilfiger u saradnji sa dizajnerom Džordžom Luisom, program je istraživao kako je pop kultura uticala na ukus i stil Amerikanaca. Godine 2009. Tomi je bio gostujući sudija u epizodi Project Runaway i uručio je nagradu Ejkonu za Najboljeg afričkog umetnika na dodeli World Music Award.
U martu 2010. Filips Van Hausen, vlasnik Kelvina Klajna i Izoda, kupio je Tomi Hilfiger brend od Apax-a za 3 milijarde dolara. Reklamna kampanja Tomija Hilfigera na mreži i u prodavnicama, pod nazivom „Upoznajte Hilfigerove“, počela je u avgustu 2010. i trajala je do avgusta 2011. godine. Hilfiger i partner su 2011. godine potpisali ugovor da kupe Metropolitan Life Insurance Company Tower zgradu za 170 miliona dolara, planirajući da ga transformišu u Hilfigerov prvi hotel sa luksuznim apartmanima. Hilfiger je odustao od projekta u septembru 2011. Vrlo kratko nakon što je bio gostujući sudija u Runaway Project-u, pojavio se i u sezoni 11 Američkog Idola kao stručni konsultant takmičarima.

## Skorašnje godine i memoari
„Jedne godine je moj brat Endi autobusom za turneje doveo sinove i ćerke rokenrola i holivudske legende (uključujući Marka Ronsona, Kidadu Džons i Kejt Hadson) i organizovao modne revije širom cele države. Na modnim revijama koje smo pravili, u Madison Skver Gardenu, Buš je svirao uživo, Farel u Brajant Parku i Leni Kravic u Parizu. Doveli smo Treča u London, a Kejt Mos i Naomi Kembel su plesale oko njega. Stilizovao sam i obukao Rolingstonse za njihovu turneju No Security, 1998. godine, a raditi sa Mikom Džegerom i njegovim bendom je bilo jedno veliko iskustvo.“ -Tomi Hilfiger, 2010.
Hilfiger je bio ključan u stvaranju Kolekcije Mark Entoni 2012. godine, s obzirom na to da Mark nikad nije bio zainteresovan za modni biznis, sve dok ga Hilfiger nije pozvao i ubedio da je ta kolekcija vredna truda. Hilfiger je 2012. godine dobio nagradu za životno delo Geoffrey Beene od strane Saveta Modnih Dizajnera Amerike.
Globalna prodaja u maloprodaji za brend u 2013. godini iznosila je 6.4 milijarde dolara i 6.7 milijardi dolara u 2014. godini. Hilfiger je ostao glavni dizajner kompanije, predvodeći dizajnerske timove i nadgledajući celokupni kreativni proces. 
2016. godine je sarađivao sa modelom Džidži Hadid oko dizajna garderobe i lansirao je kolekciju pod nazivom TommyXGigi.
Brend će održati reviju konfekcije u Los Anđelesu 8. februara 2017. godine i po prvi put neće biti deo Nedelje Mode u Njujorku.
U januaru 2015. godine Hilfiger je objavio da je radio na svojim memoarima. Knjiga je napisana hronološki i Hilfiger je objašnjavao: „Bio sam neodlučan da li da je napišem ili ne, ali sam pomislio da je bolje uraditi to sada jer se nekada možda više neću sećati. „Saradnik u pisanju, Piter Nobler, je imao potpunu dozvolu za intervjuisanje prijatelja i porodice, pri čemu Hilfiger navodi da su mu inspiracija bila Memoari Dijane fon Furstenberg. Proces pisanja je okarakterisao kao „terapiju oporavka” i istakao da je „hteo ljudima da pruži priliku da zavire u to šta se dešava iza zavese modne industrije i kako ona funkcioniše.“
Čitao je odlomke iz knjige na Večeri književnih čitalaca u junu 2016. godine i na Gala večeri.
Hilfigerovi memoari American Dreamer: My Life in Fashion and Business su objavljeni 1. novembra 2016. godine.
U izjavi, Hilfiger je memoare opisao kao „putokaz trenutaka koji su definisali moju četrdesetogodišnju karijeru i moj lični život“ i knjiga obuhvata njegovo detinjstvo, njegove rane poslovne poduhvate i kasniji život u modi.
Kirkus Reviews je nazvao memoare „iskrenom, direktnom i u većem delu zabavnom autobiografijom“, a Hilfiger se pojavio na premijeri knjige na sajmu knjiga u Majamiju brzo nakon što je objavljena. American Dreamer se pojavila na decembarskoj listi Njujork Tajms bestselera 2016. godine.

## Humanitarni rad
Hilfiger je 1995. pokrenuo humanitarnu fondaciju Tommy Hilfiger Corporate Foundation. Fondacija podržava dobrotvorne organizacije koje se fokusiraju na američku mlađu populaciju, sa naglaskom na zdravstvene, obrazovne i kulturne programe. Hilfiger je bio jedan od nekoliko sponzora Aukcijske kuće Kristi, zajedno sa Moetom i Šandonomi pobornik humanitarne organizacije LIFEbeat-The Music Industry Fights AIDS.
Takođe je privatno bio član humanitarnih organizacija kao što su Autism Speaks i MLK, Jr. National Memorial Project Foundationi služio je u upravnom odboru za Fresh Air Fund, grupu sa sedištem u Njujorku koja pomaže siromašnoj deci da pohađaju letnji kamp.
Program za svež vazduh Fresh Air Fund je 1999. godine preimenovan u Camp Tommy, u čast Hilfigerovog pokroviteljstva. 
Kako bi podržao Breast Health International (BHI), organizaciju koja se bori za  pronalazak leka za rak dojki, Hilfiger je dizajnirao limitiranu kolekciju torbi. Deo prihoda od prodaje torbi donira se BHI-jevom programu Fund For Living i za svaku sezonsku kampanju se imenuju ambasadori koji su poznate ličnosti.
Naomi Kembeli i Klaudija Šifer su noseći BHI torbe pozirale u fotošutingu fotografu Patriku Demaršelijeru 2013. godine.
Neprofitna organizacija Millennium Promise, koja se fokusira na iskorenjivanje ekstremnog siromaštva, gladi i bolesti koje se mogu sprečiti u osiromašenim regionima, je Hilfigera klasifikovala kao globalnog lidera Millennium Promise-a, a u 2009. godini Hilfiger je sklopio ugovor od 2 miliona na svakih godinu dana, 5 godina. Donacija je namenjena Ugandskom gradu sa ciljem da se građanima poboljša pristup osnovnim potrepštinama poput čiste vode, obrazovanja,kao i poljoprivrednih tehnika.
Sve filantropske humanitarne aktivnosti fondacije The Tommy Hilfiger Corporate Foundation su 2012, godine preimenovane u Tommy Cares, globalnu inicijativu šireg dosega koja dalje integriše neprofitna partnerstva brenda, dobrotvorne priloge i učešće zaposlenih. Na globalnom nivou, Tommy Cares nastavlja da podržava organizacije kao što su Save the Children, The World Wildlife Fund, War Child i Millennium Promise. Hilfiger i njegova supruga su članovi upravnog odbora organizacije Autism Speaks od 2012. godine, a Hilfiger je postao i sponzor Golden Door Film festivala u septembru 2014. godine.
Hilfiger neprestano naglašava važnu ulogu koju su u razvoju brenda i doprinosu pop kulturi imale uključivost, raznolikost i samoizražavanje.
Hilfiger je 2016. godine takođe iskazao svoju podršku za oblačenje Melanije Tramp, istakavši za WWD da „svaki dizajner treba da bude ponosan što je oblači.“
Hilfiger je 2020. godine prodao svoje imanje od 22,4 hektara u Griniču, Konetikat, za 47.5 miliona dolara.

## Priznanja
- 1995: Council of Fashion Designers of America  - nagrada za dizajnera godine, za dizajn donjeg veša[46]
- 1996: American Academy of Achievement  - zlatni tanjir[47]
- 1997: FiFi Awards  -muški parfem godine, za parfem Tomi
- 1998: Parsons School of Design  - nagrada za dizajnera godine
- 1998: GQ Magazine - dizajner godine[46]
- 2000: FiFi Awards  - nagrada za najbolju marketinšku inovaciju godine, za Toiletries for Tommys[46]
- 2002: GQ Germany  - internacionalni dizajner godine
- 2002: Drug Abuse Resistance Education - nagrada za zalaganja za američke mlade[46]
- 2006: Harvard Foundation-Piter J. Gomes  - humanitarac godine
- 2006: We Are Family Foundation  - vizionarska nagrada
- 2007: Hispanic Foundation  - nagrada za individualno dostignuće[46]
- 2008: Womens Wear Daily  - broj 1 dizajner i broj 16 dizajner na godišnjoj 100 List[46]
- 2009: Unesko - nagrada za podršku Uneksu, za filantropski trud[46]
- 2009: Marie Claire Magazine - nagrada za životno delo[46]
- 2010: Pratt Institute - nagrada za legendu[46]
- 2012: Council of Fashion Designers of America - Džofri Bin nagrada za životno delo, uručeno od strane Ane Vintur[48]

- 2015: Race to Erase MS - počastvovan zbog posvećenosti u pronalaženju leka za MS[49]

## Stil i uticaj
Dok su se Hilfigerovi najraniji radovi oslanjali na kontrakulturu i modu iz 1960-tih godina, od 1980-tih njegovi dizajni obično crpe ideje iz klasičnih američkih stilova Nove Engleske. Njegove prve linije garderobe bile su prvenstveno dizajnirane da privuku mladiće koji traže dizajnersku odeću, a Tomi Hilfiger je postao jedan od najistaknutijih brendova sportske odeće 1990-tih, među kojima su bili i Polo Ralf Loren, Kelvin Klajn, Nautika, DKNY i Dona Karan. Svaka od ovih kompanija kreirala je prepoznatljivu garderobu zasnovanu na elegantnoj, ali nosivoj, udobnoj i višenamenskoj odeći, a sve sa fokusom na luksuz. 1990-tih je hiphop moda počela da uključuje brend Hilfiger, a kada je Snup Dog obukao Hilfigerov duks tokom nastupa u emisiji Uživo subotom uveče, on je rasprodat iz svih prodavnica u Njujorku sledećeg dana. 
Štaviše, Hilfiger se udvarao novom hiphop tržištu, a reperi kao što su Pafi i Kulio šetali su pistama na njegovim modnim revijama. Specifični artikli poput Tomi Hilfiger stolarskih farmerki su postali posebno popularni sa logotipom zaštitnog znaka prikazanim na omči čekića. Hilfiger nastavlja da održava više modnih linija, neke su fokusirane na ležernu odeću koja se može nositi svakodnevno, dok druge prate razne zahteve visoke mode. Osim stilova iz njegove mladosti, Hilfiger je takođe uvek bio pod uticajem stila širokog spektra američkih ikona, uključujući Grejs Keli, Džejmsa Dina, Debi Hari, Igi Popa, Faru Foset, Stiva Mekvina, Džeki i Džona F. Kenedija, i Endija Vorhola.
Mnogi njegovi dizajni su proizišli iz stilova hard roka i pop muzičke industrije.

## Privatni život
Hilfiger je rođen 24.marta 1951. u Elmajri, Njujork, kao drugo od devetoro dece svojih roditelja. Oba njegova roditelja su bila katoličke veroispovesti. Njegov otac Ričard je bio časovničar nemačko-švajcarskog porekla, a majka Virdžinija (rođena Geriti) je bila medicinska sestra irskog porekla. Hilfiger takođe tvrdi da potiče direktno od Gilberta Bernsa, brata škotskog pesnika Roberta Bernsa. Hilfiger je opisao svoje odrastanje kao veoma srećno. Svojim roditeljima pripsuje zasluge za usađivanje radne etike i saosećanja za druge. Ima disleksiju. Rano se zainteresovao za sport, modu i muzičku industriju, taj trend je bio prisutan u njegovoj porodici. Jedan od njegove braće, Endi Hilfiger, nastavio je da radi kao muzičar i dizajner, dok se Hilfigerov drugi brat pridružio bendu King Fluks kao gitarista.
Hilfiger je 1976. godine upoznao Suzan Kironu, zaposlenu u kompaniji Peoples Place na Itaki; venčali su se 1980.godine. Zajedno su imali četvoro dece: jednog sina i tri ćerke. Hilfigerova ćerka je 2003. godine bila deo MTV rijaliti serije Rich Girls. Njegov sin Ričard (Riki Hil) je muzičar.
Hilfgerovi su se razveli 2000. godine. 12. decembra 2008. godine oženio je Di Oklepo. Par je dobio sina 2009. godine.